# David Hilbert
David Hilbert, född 23 januari 1862 i Königsberg (nuvarande Kaliningrad), död 14 februari 1943 i Göttingen, var en tysk matematiker som var professor i Göttingen 1895-1930. Han publicerade arbeten inom algebra, talteori, geometri, variationskalkyl, funktionalanalys och matematisk logik.
Hilbert föddes i Königsberg, dåvarande Preussen, där han också studerade på gymnasiet och senare universitetet. Han skrev sin doktorsavhandling, Über invariante Eigenschaften specieller binärer Formen, insbesondere der Kugelfunctionen, för Ferdinand von Lindemann 1885. Här träffade han också Hermann Minkowski, en annan doktorand på Königsbergs universitet. 
Hilbert undervisade på universitet i Königsberg till 1895 då han fick en tjänst på Göttingens universitet. År 1902 blev han biträdande redaktör på Matematische Annalen, världens  främsta matematiska tidskrift, en tjänst han upprätthöll i mer än 35 år.
1920 startade Hilbert sitt berömda program, som syftade till att axiomatisera hela matematiken. Den filosofi som detta program markerar starten på kallas formalism. Gödels ofullständighetssatser, först visade 1931, anses dock av de flesta innebära dödsstöten för Hilberts program i sin fulla utsträckning.
Hilbert invaldes 1912 som utländsk ledamot nummer 626 av Kungliga Vetenskapsakademien.

## Eftermäle
Asteroiden 12022 Hilbert är uppkallad efter honom.

## Matematiskt arbete

### Funktionalanalys
Runt 1909 koncentrerade sig Hilbert på studiet av differential- och integralekvationer; hans arbete hade direkta konsekvenser i många delar av modern funktionalanalys. För att kunna utföra dessa studier införde Hilbert begreppet Hilbertrum. Senare generaliserade Stefan Banach begreppet till Banachrum. Hilbertrum är viktiga i  funktionalanalys, speciellt i spektralteorin av självadjungta linjära operatorer som utvecklades under 1900-talet.

### Talteori
Hilberts Zahlbericht (1897) innehöll viktiga bidrag till algebraisk talteori. Han löste senare det viktiga talteoretiska problemet Warings problem från 1770.
Hilbert gjorde en rad inflytelserika förmodanden i klasskroppsteori, där begreppen Hilbert-klasskropp och Hilbertsymbolen är uppkallade efter honom.
Hilbert arbetade inte med analytisk talteori, men hans namn är associerat med Hilbert–Pólyas förmodan.

### Mängdlära
Hilbert skapade ett exempel Hilberts hotell för att förklara begreppen inom mängdlära som Georg Cantor hade definierat och som många matematiker hade avfärdat. Det handlar om ett hotell med oändligt antal rum. Även om det är fullt klarar det av att det kommer en ny gäst för att alla flyttar till rum med högre nummer. Om det kommer oändligt många gäster, multiplicerar varje gäst sitt rumsnummer med två och flyttar dit. Det visar att mängderna ℕ, ℤ och ℚ är lika stora.

### Matematisk fysik
Hilbert intresserade sig också för användningen av matematik och från 1912 ägnade han sig enbart åt matematisk fysik. Han hävdade att många teorier skulle förbättras om de grundades på matematiska principer. Efter Albert Einsteins föreläsningar på Göttingens universitet 1915, på inbjudan av Hilbert, publicerade både Hilbert och Einstein, oberoende av varandra,   
fältekvationer om gravitation.

## Hilbertproblemen
Hilbertproblemen är en lista över 23 då olösta problem inom matematiken som lades fram av Hilbert år 1900 vid en konferens i Paris. Försöken att lösa flera av dem skulle senare visa sig ha stort inflytande över 1900-talets matematik.